# Beskid Morawsko-Śląski
Beskid Morawsko-Śląski (513.44; cz. Moravskoslezské Beskydy, słow. Moravskosliezske Beskydy) – pasmo górskie na pograniczu Czech i Słowacji.
Do 1968 Beskid Morawsko-Śląski był zaliczany do Beskidu Śląskiego, od tego czasu wydzielony jako osobne pasmo.

## Nazwa
Przedmiotowe pasmo górskie znajduje się w całości poza granicami Polski, stąd jego nazwa w języku polskim stanowi egzonim. Komisja Standaryzacji Nazw Geograficznych podaje dla niego ustaloną urzędowo nazwę polską Beskid Morawsko-Śląski. Formę tę przyjęto w 2012 roku, zastępując stosowany wcześniej wariant Beskidy Morawsko-Śląskie. W literaturze krajoznawczej funkcjonują także inne, błędne formy, np. Beskid Śląsko-Morawski.

## Położenie
Beskid Morawsko-Śląski stanowi wysuniętą najdalej na zachód część Beskidów Zachodnich w Zewnętrznych Karpatach Zachodnich. Od strony północno-zachodniej obniża się wyraźnym progiem w Pogórze Morawsko-Śląskie (cz. Podbeskydská pahorkatina), na południu od Gór Wsetyńskich oddziela go Rów Rożnowski z doliną Dolnej Beczwy, na południowym wschodzie dolina górnej Kisucy oddziela go od Jaworników, na wschodzie od Beskidu Śląskiego oddziela go Rów Jabłonkowski z przepływającą przez niego rzeką Olzą oraz Międzygórze Jabłonkowskie ze szczytem Girowej. Powierzchnia tak wyznaczonego mezoregionu wynosi 623 km² i obejmuje południowo-zachodnią część Śląska Cieszyńskiego oraz północno-wschodnią część Moraw.

## Budowa geologiczna
Zasadniczo Beskid Morawsko-Śląski zbudowany jest z fliszu karpackiego, w tym głównie płaszczowiny śląskiej o miąższości ponad 2000 m. Dominują w nim piaskowce godulskie (które swą nazwę wywodzą od szczytu Goduli), natomiast piaskowce istebniańskie budują np. pasmo Połomów i Grunia.

## Podział
Góry te są silnie rozczłonkowane. W czeskim podziale fizycznogeograficznym podzielone są na trzy mniejsze jednostki, które z kolei dzielą się na jeszcze mniejsze podjednostki:
| mikroregion           | jednostka           | podjednostka (najwyższy szczyt)             |
| --------------------- | ------------------- | ------------------------------------------- |
| Radhošťská hornatina  | Veřovické vrchy     | nie wyróżnia się (Velký Javorník, 918 m)    |
| Radhošťská hornatina  | Radhošťský hřbet    | Pustevenský hřbet (Radhošť, 1129 m)         |
| Radhošťská hornatina  | Radhošťský hřbet    | Kněhyňský hřbet (Kněhyně, 1257 m)           |
| Radhošťská hornatina  | Radhošťský hřbet    | Smrčský hřbet (Smrek, 1276 m)               |
| Lysohorská hornatina  | Lysohorská rozsocha | Lysohorské hřbety (Łysa Góra, 1323 m)       |
| Lysohorská hornatina  | Lysohorská rozsocha | Travenské hřbety (Travný, 1203 m)           |
| Lysohorská hornatina  | Ropická rozsocha    | Smrčinsko-čepelský hřbet (Ropice, 1083 m)   |
| Lysohorská hornatina  | Ropická rozsocha    | Slavíčsko-kozubovský hřbet (Slavíč, 1055 m) |
| Lysohorská hornatina  | Zadní hory          | Polomský hřbet (Wielki Połom, 1067 m)       |
| Klokočovská hornatina | nie wyróżnia się    | nie wyróżnia się (Bobek, 871 m)             |

Radhošťská hornatina (Pogórze Radhoskie) znajduje się w południowo-zachodniej części. Przełęcz Pindula (552 m n.p.m.), przez którą przebiega droga krajowa nr 58 z Rožnova do Frenštátu, rozdziela je na dwie kolejne podjednostki: Veřovické vrchy (Góry Veřovickie, na zachodzie) z najwyższym szczytem Velkiego Javorníka (918 m n.p.m.) oraz Radhošťský hřbet (Grzbiet Radhoski, na wschodzie), w którym wyróżnia się trzy kolejne podgrzbiety: Pustevenski (ze szczytem Radhošť, 1129 m), Kněhyňski (ze szczytem Kněhyně, 1257 m) i Smrčski (ze szczytem Smrek, 1276 m). Przez Pogórze Radhoskie przebiega od zachodu równoleżnikowo główny wododział karpacki pomiędzy zlewiskami Morza Bałtyckiego i Morza Czarnego rozdzielając dorzecza Dolnej Beczwy na południu i Odry na północy.
Lysohorská hornatina (Pogórze Łysogórskie) stanowi północno-wschodnią część Beskidu. Od Pogórza Radhoskiego na południowym zachodzie oddziela go rzeka Ostrawica będącą jednocześnie historyczną granicą pomiędzy Śląskiem i Morawami. Można je podzielić na trzy kolejne podjednostki: Lysohorská rozsocha (pasma Łysej Góry – 1323 m i Trawnego – 1203 m), Ropická rozsocha (Grzbiet Smrčinsko-Čepelski, inaczej Pasmo Ropicy ze szczytem Ropicy, 1083 m, oraz Grzbiet Slavíčsko-Kozubovský ze szczytem Slavíča, 1055 m), Zadní hory (Grzbiet Polomski o układzie równoleżnikowym, inaczej Pasmo Połomów ze szczytem Wielkiego Połomu, 1067 m).
Klokočovská hornatina (Pogórze Klokočovskie) to niewielki fragment stanowiący wysunięty najdalej na południe cypel ze szczytem Bobek (871 m).
Średnia wysokość wynosi 703 m n.p.m.

## Szczyty
Najwyższymi szczytami Beskidu są:
- Łysa Góra (1324 m n.p.m.),
- Smrek (1276 m),
- Kněhyně (Kniehynia, 1256 m),
- Malchor (1219 m),
- Čertův mlýn (Diabelski Młyn, 1206 m),
- Travný (Trawny, 1203 m).
- Malý Smrk (Mały Smrek, 1174 m),
- Radhošť (Radhoszcz, 1129 m),
- Radegast (1106 m),
- Ropica (1082 m),
- Tanečnice (Tanecznica, 1077 m),
- Magurka (1068 m),
- Wielki Połom (1067 m),
- Mały Połom (1061 m),
- Sławicz (1055 m),
- Nořičí hora (1047 m),
- Velká Stolová (Wielka Stołowa, 1046 m),
- Ostry (1044 m),
- Zmrzlý vrch (1043 m),
- Jaworowy (1032 m),
- Burkův vrch (1032 m),
- Smreczyna (1015 m),
- Čuboňov (1011 m),
- Malá Stolová (Mała Stołowa, 1009 m),
- Nad Kršlí (1002 m),
- Šindelná (Szyndzielnia, 1001 m)

## Ochrona przyrody
Beskid Morawsko-Śląski w 1973 r. został objęty ochroną w postaci CHKO Beskydy, który zajmuje dziś 1160 km² i oprócz Beskidu Morawsko-Śląskiego obejmuje również Góry Wsetyńskie z rozdzielającym je Rowem Rożnowskim. Ponadto wyznaczonych zostało wiele małopowierzchniowych form ochrony przyrody, w tym m.in. narodowych rezerwatów przyrody: Kněhyně – Čertův mlýn, Mazák, Mionší czy Radhošť.
Południową, słowacką część Beskidu Morawsko-Śląskiego obejmuje w znacznej większości zachodnia część Obszaru Chronionego Krajobrazu Kisuce, na terenie której również wyznaczono kilka małopowierzchniowych form ochrony przyrody (rezerwaty i pomniki przyrody).

## Galeria

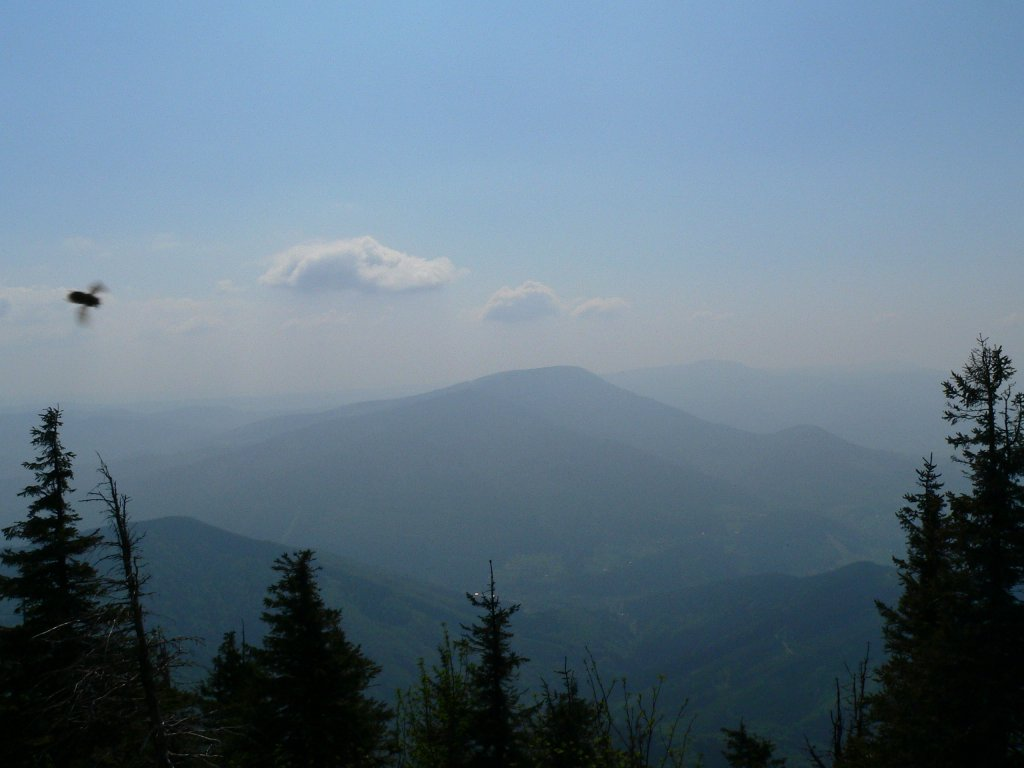
Widok na Smrek ze szczytu Łysej Góry
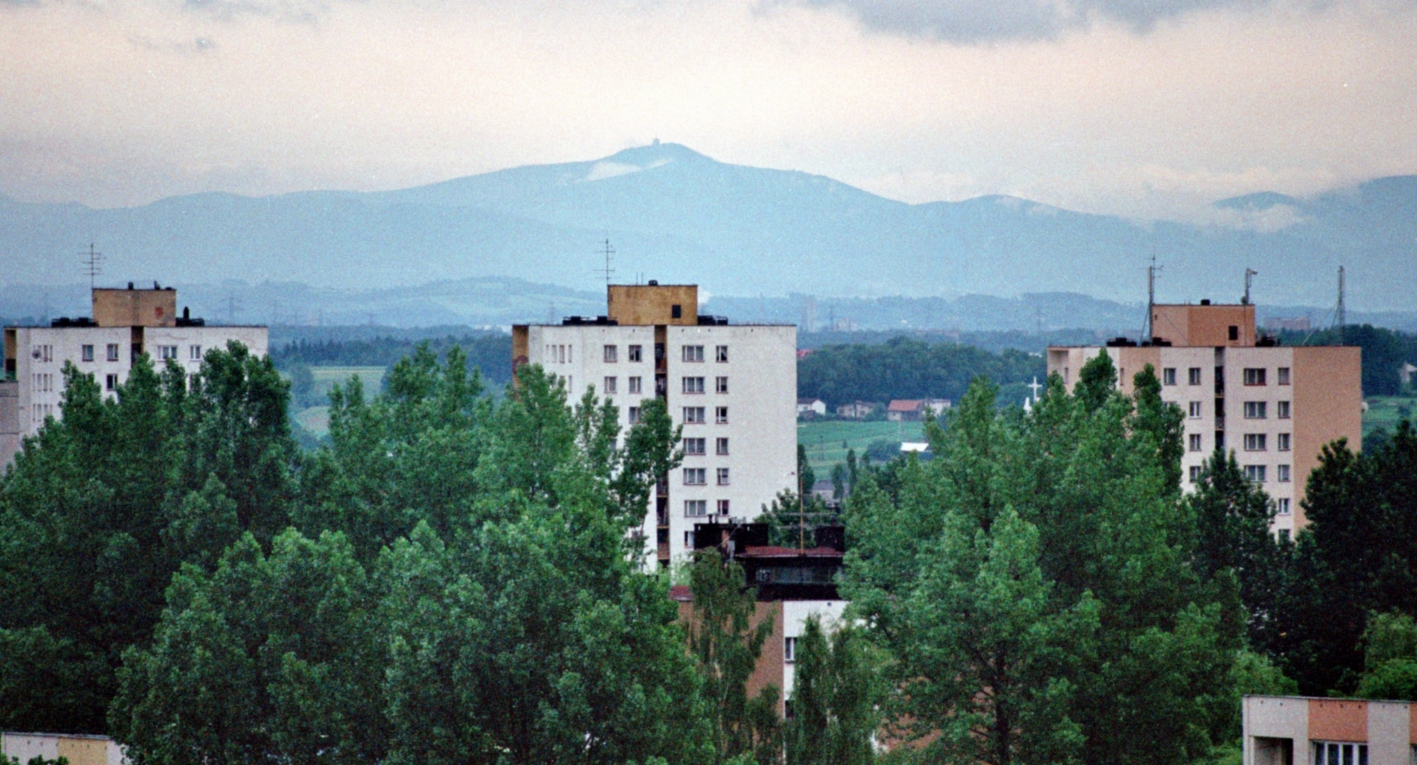
Beskid Morawsko-Śląski widoczny z Jastrzębia-Zdroju
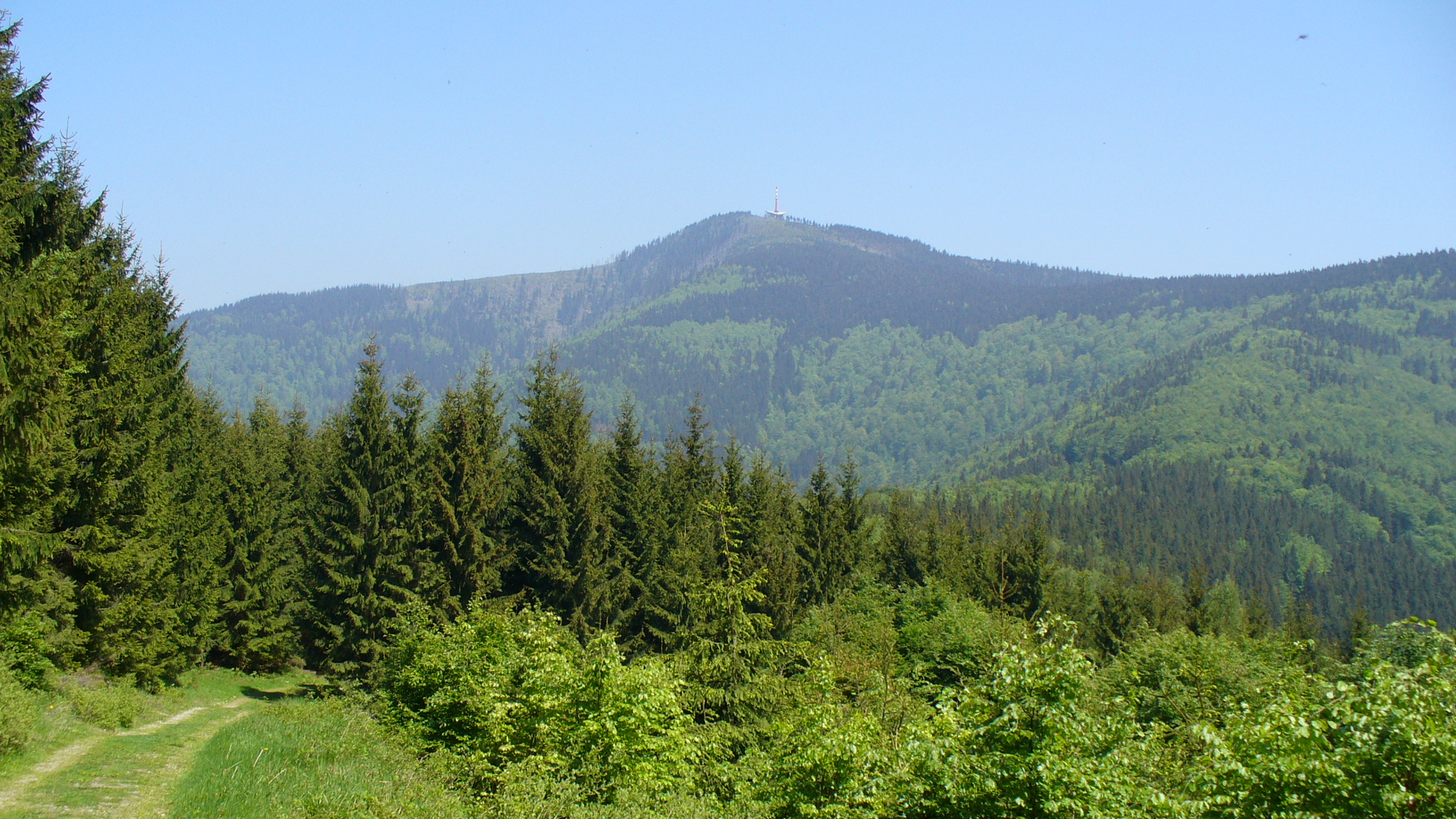
Łysa Góra
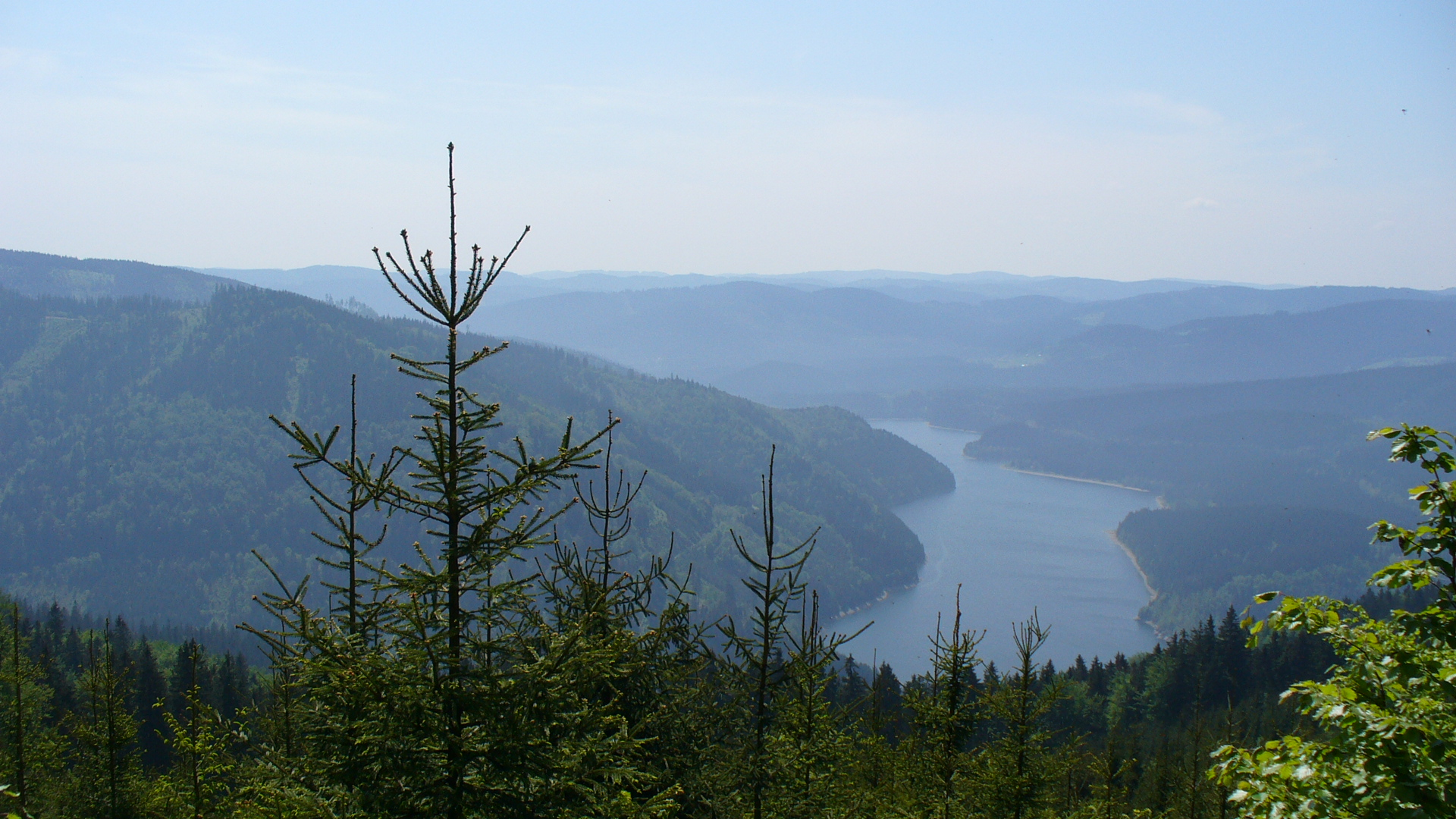
Zbiornik wodny Šance
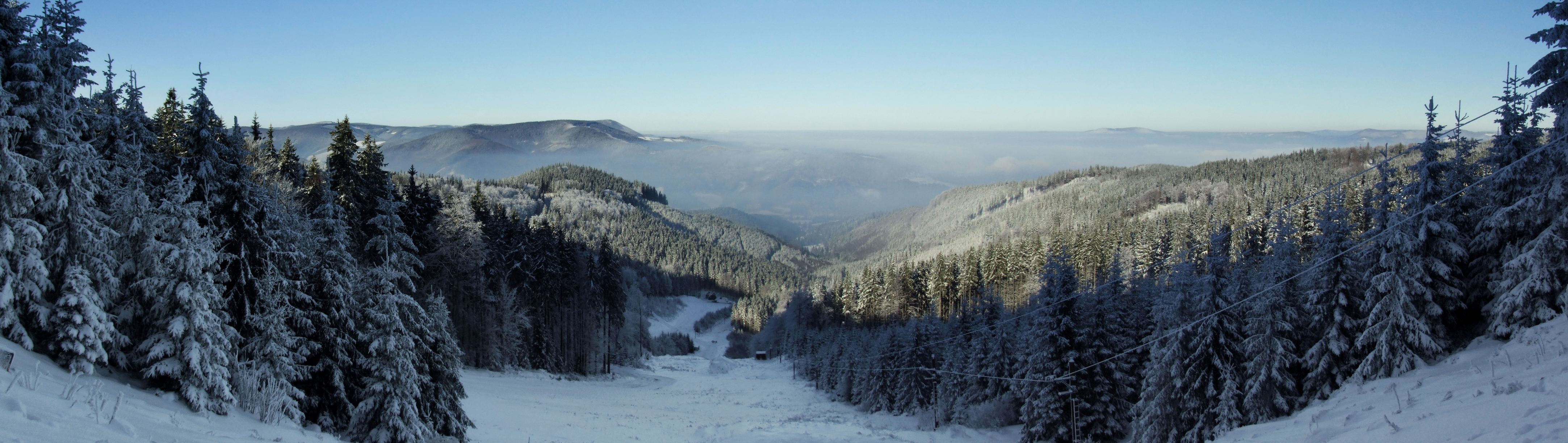
Zachodnia część Beskidu Morawsko-Śląskiego w zimie (panorama z okolic schroniska Severka)
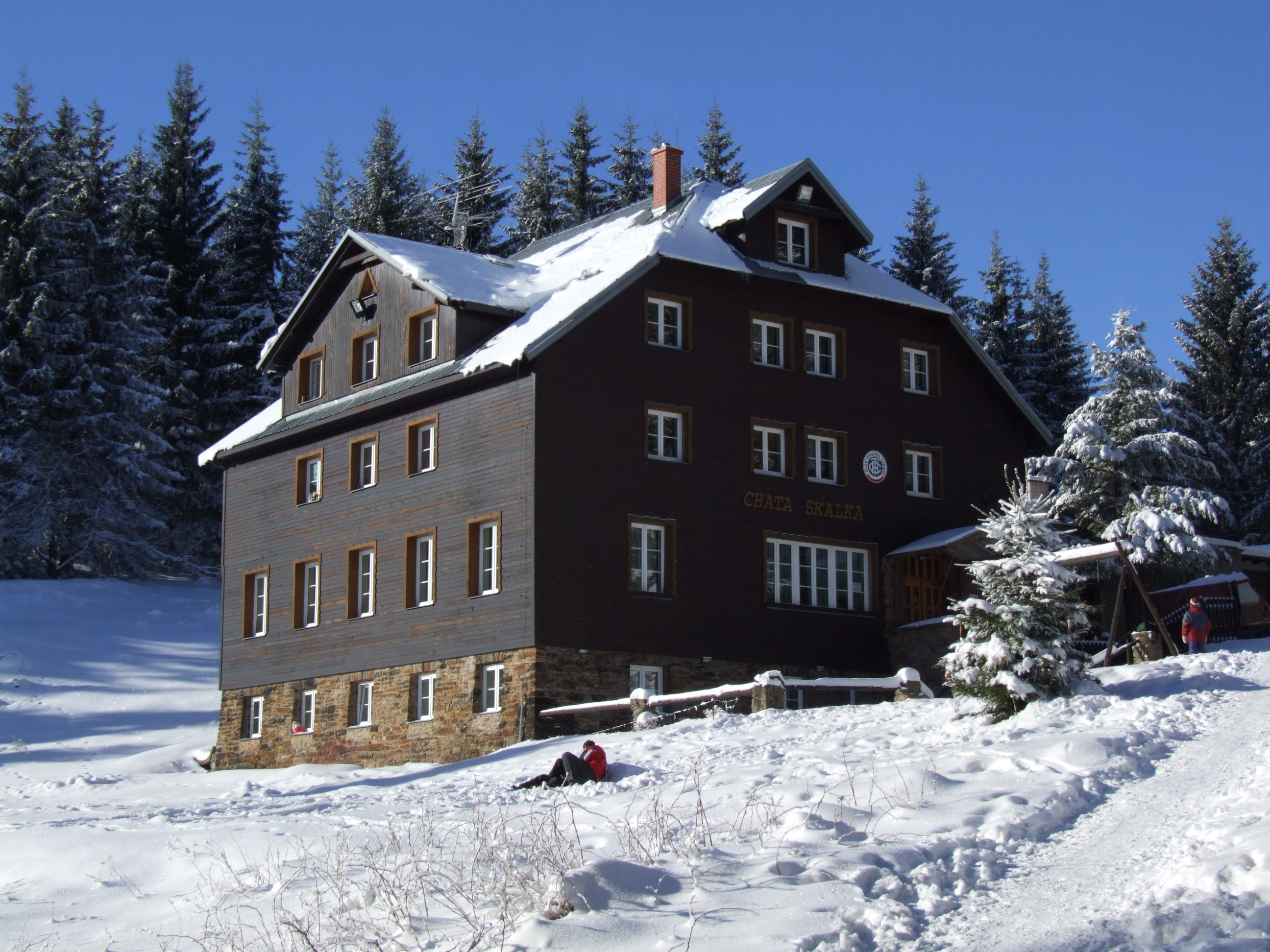
Schronisko Skalka w Beskidzie Morawsko-Śląskim
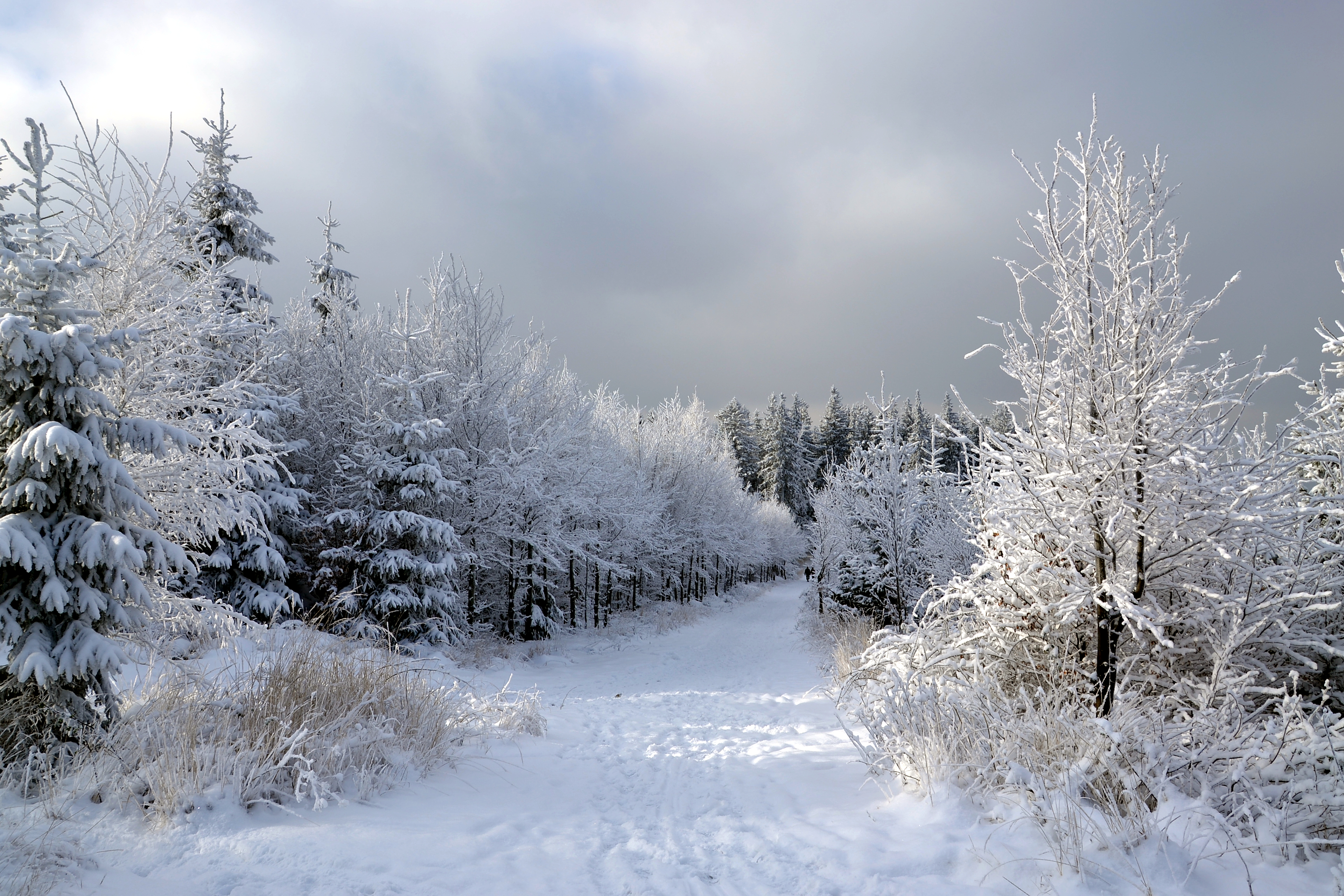
Pejzaż zimowy w Beskidzie Morawsko-Śląskim